# Półwysep Kalifornijski
Półwysep Kalifornijski (hiszp. península de la Baja California, Baja California) – półwysep w północno-zachodnim Meksyku nad Oceanem Spokojnym. Rozciąga się na długości 1200 km od miasta Tijuana na północy, aż po Przylądek Świętego Łukasza (Cabo San Lucas) na południu. Oddziela Zatokę Kalifornijską od Pacyfiku.
Półwysep administracyjnie dzieli się na dwie części:
- na północy znajduje się meksykański stan Kalifornia Dolna (Baja California[a]).
- na południu natomiast wydzielono stan Kalifornia Dolna Południowa (Baja California Sur).

Półwysep ma charakter górzysty (najwyższy punkt – Cerro de la Encantada o wys. 3078 m). Przeważają tu pustynie i półpustynie, wydobywa się rudy manganu, miedzi. W północnej części półwyspu uprawia się pszenicę, ryż i pomidory.

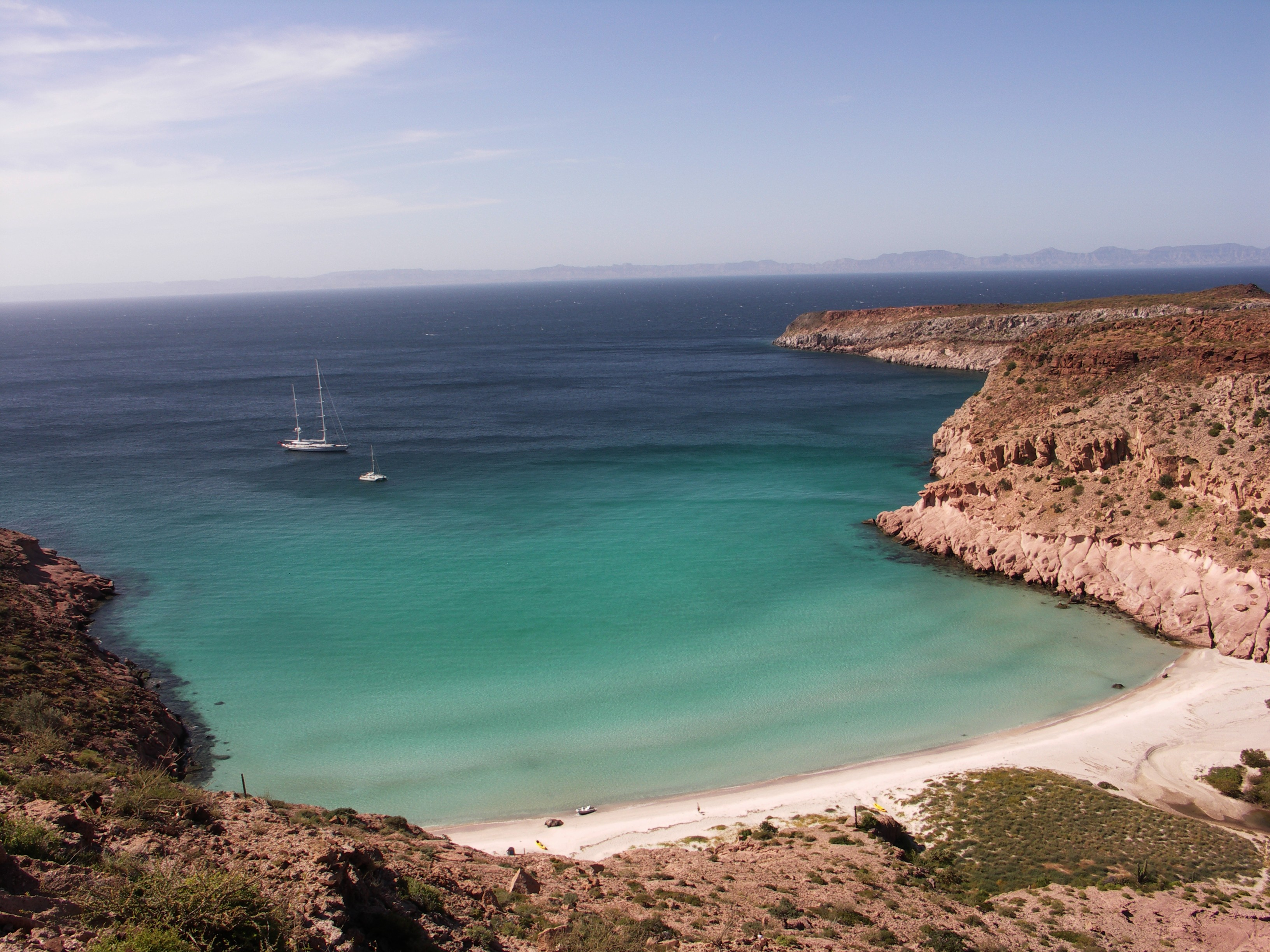
Isla Partida, będąca częścią parku narodowego Archipiélago de San Lorenzo
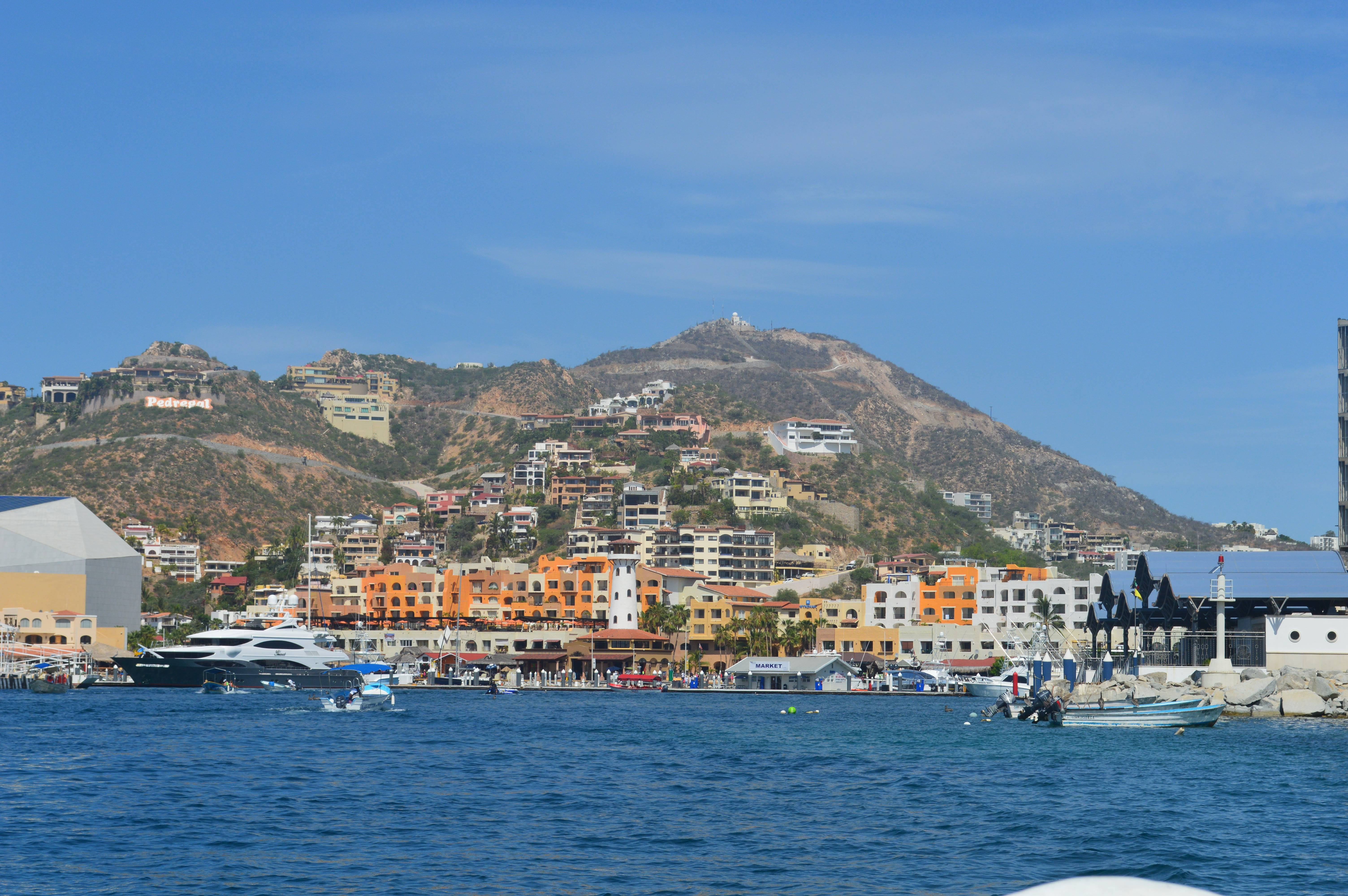
Port miasta Cabo San Lucas